# 크시슈토프 콜베르게르

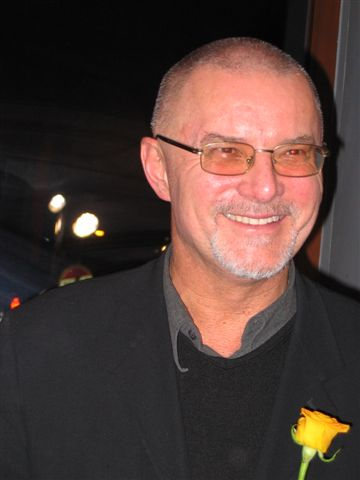
크시슈토프 콜베르게르

크시슈토프 콜베르게르(폴란드어: Krzysztof Kolberger, 1950년 8월 13일 ~ 2011년 1월 7일)는 폴란드의 무대 연출가, 영화 감독, 배우이다. 그단스크에서 태어났으며 바르샤바에서 암으로 사망하였다.

## 영화
- 회색 악마 (2009년)
- 내 살 내 피 (2009년)
- 포피엘루즈코 (2009년)
- 카틴 (2007년)
- 황무지 속에서 (2001년)
- 판 타데우스 (1999년)
- 커스 오브 스네이크 밸리 (1988년)
- 닌자 미션 (1984년)